# 真壁秀幹
真壁 秀幹（まかべ ひでもと）は、南北朝時代から室町時代前期にかけての常陸の武将。

## 生涯
応永11年（1404年）12月15日に父から家督を譲られる。足利義持と足利持氏の室町幕府と鎌倉府の対立の際には義持に味方し、応永30年（1423年）2月26日に義持から常陸真壁郡の所領安堵を受けた。これを受けた秀幹は隣の領主である小栗満重とともに持氏を討伐すべく挙兵するが、足利持氏自ら率いる遠征軍の攻撃を受け、同年8月2日に小栗城と真壁城が同時に陥落して、満重は滅亡した（小栗満重の乱）。真壁氏は滅亡を免れたものの所領の多くを持氏に奪われたとみられる。翌年に死去。享年45。家督は子の慶幹が継いだが、持氏に追討されて消息不明となる。
庶子（慶幹の異母兄と推定）に戦国時代に活躍した「鬼真壁」こと氏幹と同名の息子がおり、一族庶家とともに再興を目指すが、足利持氏に降って真壁氏の当主と認められた真壁朝幹（秀幹の弟である景幹の子とされる）と対立し、真壁氏は内紛状態となった。